# Chad Brock
Harold Chad Brock (* 31. Juli 1963 in Ocala, Florida) ist ein US-amerikanischer Country-Sänger.

## Leben

### Anfänge
Chad begann seine musikalische Karriere als Mitglied des Schulchors. Von seiner Musiklehrerin nach Kräften gefördert, fand er mehr und mehr Gefallen am Gesang, obwohl seine eigentliche Leidenschaft dem Sport galt. Eine Karriere als Football Spieler scheiterte an Knieverletzungen. Nach Abbruch seines Studiums arbeitete er eine Zeit lang als Autoverkäufer.
Ende der 1980er-Jahre schloss er sich einer Band an, 1992 zog er nach Nashville. Es war nicht einfach, in der dortigen Musikszene Fuß zu fassen. Ein Freund vermittelte einen Kontakt zu Warner Brothers, ein Schallplattenvertrag kam aber nicht zustande. Der schwergewichtige Brock arbeitete daraufhin mehr als zwei Jahre als professioneller Wrestler, bevor ihn eine langwierige Abduktorenverletzung zur Aufgabe zwang.

### Karriere
Zwischenzeitlich hatte sich Chad Brock musikalisch nach oben gearbeitet. Er spielte mit eigener Band in Clubs und begleitete etablierte Stars auf ihren Tourneen. 1998 wurde schließlich ein Vertrag mit Warner Brothers unterschrieben. Im gleichen Jahr erschien sein Debüt-Album, Chad Brock, das er seiner verstorbenen Musiklehrerin widmete. Die Singleauskopplung Ordinary Life erreichte Platz drei der Country-Charts. Sein zweites Album Yes! wurde 2000 veröffentlicht. Die gleichnamige Single wurde zu seinem ersten und bisher einzigen Nummer-1-Hit. Das 2001 produzierte Album, III, konnte nicht mehr an die Erfolge der Vorgänger anknüpfen.

## Diskografie

### Studioalben
| Jahr | Titel      | Höchstplatzierung, Gesamtwochen, AuszeichnungChartplatzierungen (Jahr, Titel, Platzierungen, Wochen, Auszeichnungen, Anmerkungen) | Höchstplatzierung, Gesamtwochen, AuszeichnungChartplatzierungen (Jahr, Titel, Platzierungen, Wochen, Auszeichnungen, Anmerkungen) | Anmerkungen                              |
| Jahr | Titel      | US | Country | Anmerkungen                              |
| ---- | ---------- | --- | --- | ---------------------------------------- |
| 1998 | Chad Brock | — | Country37 (39 Wo.)Country | Erstveröffentlichung: 20. Oktober 1998   |
| 2000 | Yes!       | US125 (2 Wo.)US | Country17 (35 Wo.)Country | Erstveröffentlichung: 2. Mai 2000        |
| 2001 | III        | — | Country44 (4 Wo.)Country | Erstveröffentlichung: 25. September 2001 |

Weitere Veröffentlichungen
- 2005: Free

### Singles
| Jahr | Titel Album                                  | Höchstplatzierung, Gesamtwochen, AuszeichnungChartplatzierungen (Jahr, Titel, Album, Platzierungen, Wochen, Auszeichnungen, Anmerkungen) | Höchstplatzierung, Gesamtwochen, AuszeichnungChartplatzierungen (Jahr, Titel, Album, Platzierungen, Wochen, Auszeichnungen, Anmerkungen) | Anmerkungen                                                               |
| Jahr | Titel Album                                  | US | Country | Anmerkungen                                                               |
| ---- | -------------------------------------------- | --- | --- | ------------------------------------------------------------------------- |
| 1998 | Evangeline Chad Brock                        | — | Country51 (16 Wo.)Country | Erstveröffentlichung: 31. August 1998                                     |
| 1998 | Ordinary Life Chad Brock                     | US39 (17 Wo.)US | Country3 (29 Wo.)Country | Erstveröffentlichung: 2. November 1998                                    |
| 1999 | Lightning Does the Work Chad Brock           | US86 (12 Wo.)US | Country19 (26 Wo.)Country | Erstveröffentlichung: 2. März 1999                                        |
| 1999 | A Country Boy Can Survive (Y2K version) Yes! | US75 (3 Wo.)US | Country30 (13 Wo.)Country | Erstveröffentlichung: Dezember 1999 mit Hank Williams, Jr. & George Jones |
| 2000 | Yes!                                         | US22 (20 Wo.)US | Country1 (36 Wo.)Country | Erstveröffentlichung: 21. Februar 2000                                    |
| 2000 | The Visit Yes!                               | — | Country21 (20 Wo.)Country | Erstveröffentlichung: 5. August 2000                                      |
| 2001 | Tell Me How III                              | — | Country47 (10 Wo.)Country |                                                                           |
| 2002 | A Man’s Gotta Do                             | — | Country60 (1 Wo.)Country |                                                                           |
| 2003 | That Was Us                                  | — | Country58 (3 Wo.)Country |                                                                           |
| 2004 | You Are                                      | — | Country48 (7 Wo.)Country |                                                                           |
| 2004 | That Changed Me                              | — | Country53 (6 Wo.)Country |                                                                           |

Weitere Singles
- 2003: It’s a Woman Thing
- 2008: Put a Redneck in the White House